# Fritz Gurlitt
Friedrich Gurlitt, dit Fritz Gurlitt, né le 3 octobre 1854 à Vienne et mort le 8 février 1893 à Thonberg (Leipzig), est un collectionneur et marchand d'art basé à Berlin. Il se spécialise dans l'art moderne, et notamment l'impressionnisme. À sa mort, son fils Wolfgang Gurlitt (en) (1888-1965) hérite de sa galerie.

## Biographie
Friedrich Louis Moritz Anton Gurlitt naît le 3 octobre 1854 à Vienne. Son père, Louis Gurlitt (1812-1897), est peintre paysagiste. La famille Gurlitt compte parmi les mieux établies dans le monde de l'art germanophone au XIXe siècle, permettant à Fritz de s'y faire une place facilement. Sa mère, Elisabeth née Lewald, est d'origine juive, ce qui aura des conséquences sur la famille Gurlitt au XXe siècle.
En 1880, Fritz fonde la « galerie Fritz Gurlitt » à Berlin, au 29 rue Behren (Behrenstraße), spécialisée en art contemporain,. Le nom exact de son établissement fait débat dans l'historiographie : Galerie, Kunsthandlung (marchand d'art) ou Kunst-Salon (salon d'art). Il soutient alors des artistes comme Arnold Böcklin et Anselm Feuerbach. En 1886, il est choisi pour organiser l'« Exposition du Jubilé », décrite comme « la première exposition internationale d'art à Berlin ». De nombreux artistes doivent leur réputation à Gurlitt, parmi lesquels Wilhelm Leibl, Hans Thoma, Max Liebermann, Lesser Ury, Franz Skarbina et Clara Siewert (de). L'écrivain Theodor Fontane lui doit probablement son savoir sur Böcklin.Fritz Gurlitt meurt de la syphilis le 8 février 1893,. Sa galerie déménage alors rue Leipzig (Leipzigstraße), mais continue à fonctionner comme auparavant, apparemment sous la direction de Carl Steinbart, un collectionneur d'art et banquier ami de Gurlitt. En 1907, le fils aîné de Gurlitt, Wolfgang, âgé de 19 ans, reprend la galerie qui maintient sa spécialité en art contemporain. La galerie ferme durant la Seconde Guerre mondiale, en 1942.

## Famille
Fritz Gurlitt épouse Annarella Imhoff (1858-1935) en 1881, fille du sculpteur suisse installé à Rome Heinrich-Maximilian Imhof. Fritz et Annarella se marient à Rome. De ce mariage naissent quatre enfants : Angelina (1882-1962), Margarete (1885-?), Wolfgang (1888-1965) qui reprend la galerie en 1907, et Manfred (1890-1972), compositeur et chef d'orchestre.
Après l'arrivée au pouvoir du parti nazi en 1933, il devient particulièrement important pour les fonctionnaires et les personnes haut-placées de prouver qu'elles n'ont pas d'ascendance juive. C'est le cas pour Manfred Gurlitt, en tant que compositeur d'opéras régulièrement diffusés à la radio. Il rejoint le parti en mai 1933, mais en est exclu en 1937 à cause des origines juives de sa grand-mère Elisabeth Lewald. Cependant, il est possible que son père ne soit pas Fritz Gurlitt mais Willi Waldecker, que sa mère épouse peu après la mort de Gurlitt.